# Diable antàrtic
El diable antàrtic (Borostomias antarcticus) és una espècie de peix de la família dels estòmids i de l'ordre dels estomiformes.

## Morfologia
- Els mascles poden assolir 30 cm de longitud total.[4][5]

## Alimentació
Menja peixos i crustacis.

## Hàbitat
És un peix marí i d'aigües profundes que viu entre 300-2.630 m de fondària.

## Distribució geogràfica
Es troba a l'Atlàntic oriental (des de Nunavut fins a la Mar Cantàbrica, incloent-hi l'oest de la Mediterrània) i l'oceà Antàrtic entre 35°S i 65°S.